# Siegbert Nagl

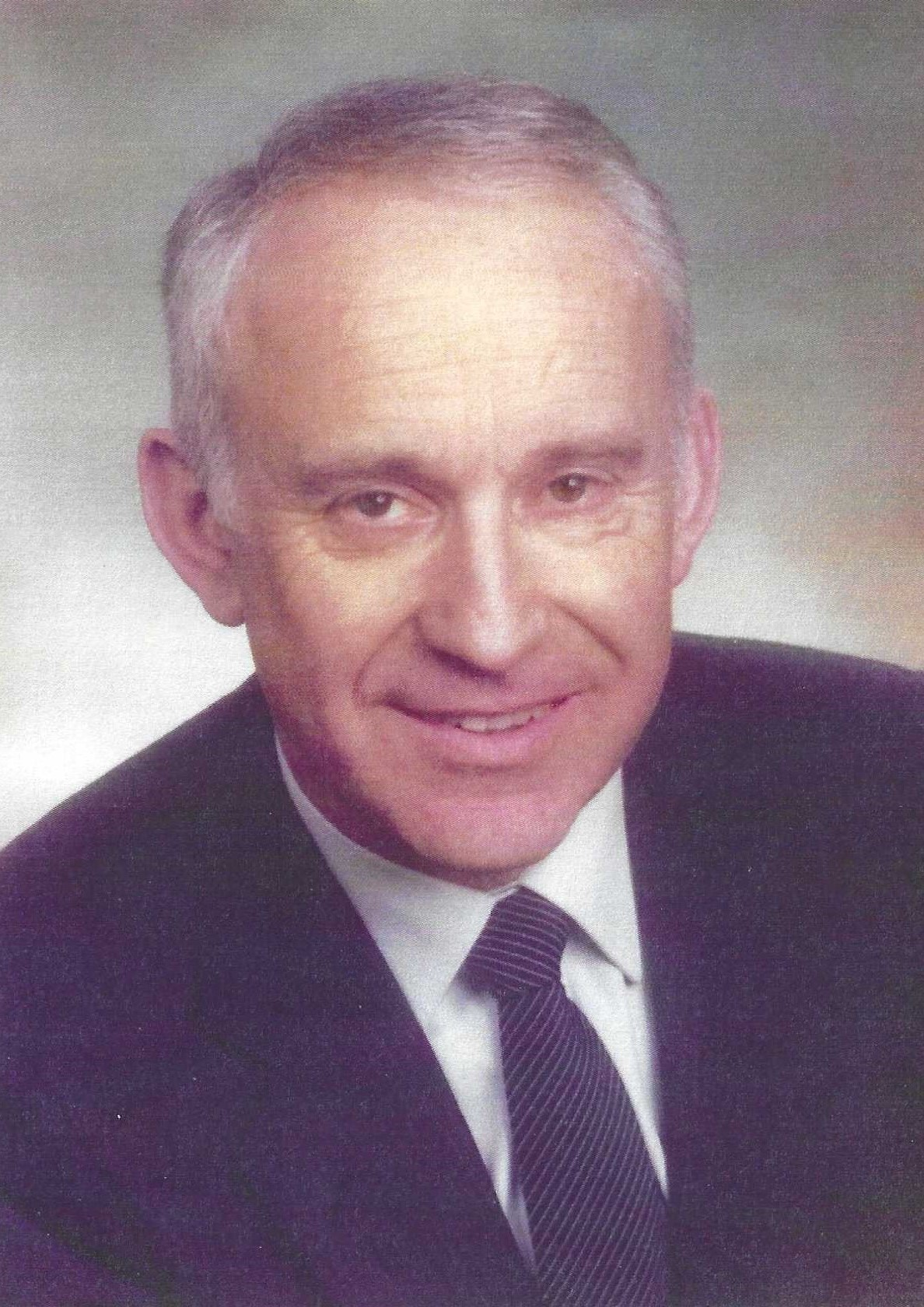
Siegbert W. Nagl

Siegbert Wilhelm Nagl (* 15. Dezember 1929 in Korneuburg, Niederösterreich; † 10. Februar 2023 in Wien) war ein österreichischer Verwaltungsbeamter.

## Herkunft und Ausbildung
Siegbert Nagl wurde am 15. Dezember 1929 als zweites Kind und ältester Sohn von Ferdinand Nagl, Staatsanwalt und späterer Unterstaatssekretär für Justiz und Gudrun Krenn, einer Volksschullehrerin geboren. Er hatte zwei Geschwister, Christine (* 1928) und Beate (* 1931).
Nach der Volksschule und dem Bundesrealgymnasium Schuhmeierplatz in  1160 Wien,  maturierte er 1947. Das anschließende Studium an der  Hochschule für Welthandel in Wien schloss er 1952 ab. Es folgten ein zweisemestriges Studium als Englischdolmetsch und ab 1953 ein  juridisches Studium, beides an der Universität Wien. Seit 1953 war er Mitglied der katholischen Studentenverbindung KÖHV Amelungia Wien im ÖCV. 1961 erfolgte die Promotion zum  Doktor iuris.

## Berufslaufbahn
Seine Berufslaufbahn begann er als kaufmännischer Leiter verschiedener Länderabteilungen im Exportbüro der ELIN-Union AG. 1959–1961 war er kaufmännischer Leiter einer Großbaustelle für die Errichtung eines kalorischen Kraftwerkes in Nord-Thailand. Dies war das erste ausschließlich von österreichischen Firmen in Übersee errichtete Großprojekt.
Seit 1961 bei der Waagner-Biro AG wickelte er 1961–1962 als Liquidator für die Länderbank AG die Halleiner Motorenwerke in Kottingbrunn ab. 1963–1964 übernahm er abermals als kaufmännischer Leiter eine Großbaustelle für die Errichtung eines kalorischen Kraftwerkes, diesmal in Süd-Thailand. 1964–1965 war er Leiter der Exportabteilung.
Von 1965 bis zu seiner Pensionierung 1994 war Siegbert Nagl für den Rechnungshof der Republik Österreich tätig. 1972 wurde er stellvertretender Abteilungsleiter, 1976 Abteilungsleiter, 1991, stellvertretender Sektionschef und 1994 Sektionschef.

## Gesellschaftspolitisches Wirken
Ab 1965 war Siegbert Nagl Mitglied des ÖAAB Wien und dort in verschiedensten Funktionen tätig.
Von 1975 bis 1979 war er Obmann der Personalvertretung und Vorsitzender des gewerkschaftlichen Betriebsausschusses im Rechnungshof sowie Leitungsmitglied der Bundessektion Hoheitsverwaltung der Gewerkschaft öffentlicher Dienst. Von 1975 bis 1994 war er auch Behindertenvertrauensperson im Rechnungshof.
1946 trat Siegbert Nagl der Österreichischen Jugendbewegung bei.
Ab 1949 war er Mitglied des Österreichischen Touristenvereins und bekleidete von 1979 bis 1994 das Amt des Obmann Stellvertreters.
Von 1978 bis 1992 war Siegbert Nagl Pfarrgemeinderat der Pfarre Starchant.
Von 1995 bis 2016 war er als Aufsichtsrat der Gemeinnützigen Bau-Wohn- und Siedlungsgenossenschaft Heim, ab 2004 als Vorsitzender des Aufsichtsrats tätig.

## Privates
Ab 1933 lebte Siegbert Nagl in Wien. Ab 1969 war er mit Helga geb. Sedlacek verheiratet. Er hatte drei Kinder, Siegbert (* 1969), Eva (* 1971) und Gerald (* 1973).

## Auszeichnungen
- Großes Silbernes Ehrenzeichen für Verdienste um die Republik Österreich (1985)
- Großes Ehrenzeichen für Verdienste um die Republik Österreich (1980)
- Goldenes Ehrenzeichen der ÖVP Wien (2006)
- Silbernes Ehrenzeichen des ÖAAB Wien (2013) und Ehrenurkunde des ÖAAB Wien (2014)